# Karen Jespersen
Karen Moustgaard Jespersen (* 17. Januar 1947 in Kopenhagen) ist eine  dänische Journalistin und Politikerin.

## Leben
Jespersen ist die Tochter eines Arbeiters und einer Feinkosthändlerin. Sie besuchte das Rysensteen Gymnasium und arbeitete nach ihrem Studium als Journalistin, u. a. für Dagbladet Information und die Nachrichtenredaktion des Dänischen Rundfunks. Lange Jahre war sie Mitglied der Sozialdemokraten, für die sie am 12. Dezember 1990 in das Folketing gewählt wurde. Vom 25. Januar 1993 bis zum 28. Januar 1994 und vom 27. September 1994 bis zum 23. Februar 2000 gehörte sie als Sozialministerin der dänischen Regierung an. Vom 23. Februar 2000 bis zum 27. November 2001 war sie dänische Innenministerin. Sie nahm mehr und mehr eine kritische Haltung zur sozialdemokratischen Einwanderungspolitik ein, die sie als zu nachgiebig und großzügig beschrieb. Schließlich verließ sie 2004 ihre Partei.
Sie trat der rechtsliberalen Partei Venstre bei und hält seit 2007 einen Parlamentssitz. Von September 2007 bis April 2009 war sie Ministerin für Wohlfahrt und Gleichstellung in der liberal-konservativen Regierung Anders Fogh Rasmussen III.
Jespersen will trotz ihres politischen Lagerwechsels keinen Wechsel in ihren Grundüberzeugungen erkennen: “My core values are the same” („Meine Kernüberzeugungen sind unverändert geblieben“). Sie spricht sich gegen die Mitgliedschaft der Türkei in der Europäischen Union aus.
Mit dem 2005 als Reaktion auf die Auseinandersetzungen um die Mohammed-Karikaturen erschienenen Buch Islamister og Naivister. Et anklageskrift (Islamisten und Naivisten. Eine Anklageschrift), das sie zusammen mit ihrem Ehemann Ralf Pittelkow schrieb, warnt sie vor einer Unterschätzung der Islamisten, die sich die Islamisierung Europas zum Ziel gesetzt hätten. Zugleich erkennt sie im Islam einige Eigenschaften, wie sie auch dem Nationalsozialismus und dem Kommunismus eigen seien. Ihre islamkritische Haltung rechtfertigt Jespersen mit den Worten: „Ich glaube, wir enttäuschen die freiheitsliebenden Muslime, wenn wir die radikalen Islamisten nicht bekämpfen.“
2012 kündigte Jespersen an, sich nicht erneut um ein Parlamentsmandat bewerben zu wollen. Stattdessen werde sie mehr Energie in das rechtsbürgerliche Zeitungsprojekt Den korte Avis einbringen.

## Schriften
- zusammen mit Ralf Pittelkow: Islamister og Naivister. Et anklageskrift. People’s Press, Kopenhagen 2006, ISBN 87-7055-004-2 (dänisch).
- Islams magt. Europas ny virkelighed. Politiken, Kopenhagen 2010, ISBN 978-87-7692-232-0 (dänisch).